# Jacksonville Jaguars
Jacksonville Jaguars je profesionální klub amerického fotbalu, který sídlí v Jacksonville ve státě Florida. V současné době je členem South Division (Jižní divize) American Football Conference (AFC, Americké fotbalové konference) National Football League (NFL, Národní fotbalové ligy). Jaguars rozšířili řady NFL spolu s Carolinou Panthers v roce 1995 a své zápasy hraje na stadionu TIAA Bank Field blízko řeky St. John na předměstí Jacksonvillu.

## Hráči

### Draft
Hráči draftovaní v prvním kole za posledních deset sezón:
| Rok  | Pořadí | Jméno hráče       | Pozice            | Univerzita                    |
| 2010 | 10     | Tyson Alualu      | Defensive tackle> | University of California      |
| 2011 | 10     | Blaine Gabbert    | Quarterback       | University of Missouri        |
| 2012 | 5      | Justin Blackmon   | Wide receiver     | Oklahoma State University     |
| 2013 | 2      | Luke Joeckel      | Offensive tackle  | Texas A&M University          |
| 2014 | 3      | Blake Bortles     | Quarterback       | University of Central Florida |
| 2015 | 3      | Dante Fowler Jr.  | Defensive end     | University of Florida         |
| 2016 | 5      | Jalen Ramsey      | Cornerback        | Florida State University      |
| 2017 | 4      | Leonard Fournette | Running back      | Louisiana State University    |
| 2018 | 29     | Taven Bryan       | Defensive tackle  | University of Florida         |
| 2019 | 7      | Josh Allen        | Defensive end     | University of Kentucky        |